# Gijs de Jong
Gijs de Jong (Asten, 24 juli 1972),  studeerde van 1991 tot 1996 bestuurskunde aan de Rijksuniversiteit Leiden. Daarna werkte hij als event manager en consultant bij de Amsterdam Arena.

## Carrière
2003 trad hij in dienst van de KNVB als coördinator veiligheidszaken en public affairs. Hij was onder meer verantwoordelijkheid voor stadionverboden en de beveiliging van het Nederlands elftal bij grote voetbaltoernooien. In 2010 werd hij manager competitiezaken bij de voetbalbond. In 2014 promoveerde hij tot projectleider van de KNVB bij het WK voetbal 2014. Ook is hij gedelegeerde bij de UEFA en in het verleden wedstrijdcommissaris bij de FIFA. Daarnaast was Gijs de Jong lid van het Voetbal Advies Panel van de International Football Association Board, IFAB beheert, vernieuwt en onderhoudt de spelregels van het voetbal namens FIFA. In 2016 voltooide De Jong met succes het programma Advanced Strategic Management aan de prestigieuze business school de International Institute for Management Development (IMD) in Lausanne.
In 2014 werd Gijs de Jong Operationeel Directeur van de KNVB. Uiteindelijk werd hij in september 2017 secretaris-generaal van de KNVB (tot januari 2018 ad-interim). De secretaris-generaal bij de KNVB is verantwoordelijk voor de internationale vertegenwoordiging van de Nederlandse voetbalbond bij de FIFA en UEFA en de contacten met collega bonden. Ook vallen internationale evenementen binnen zijn takenpakket. Hiernaast is de secretaris-generaal verantwoordelijk voor de uitvoering van de internationale strategie van de KNVB. Deze internationale strategie focust zich met name op competitive balance, innovatie (spelregelvernieuwing), evenementen, WorldCoaches en New Business.
Naast zijn functie als Secretaris-Generaal is Gijs de Jong Directeur EURO2020 voor de gespeelde wedstrijden in Amsterdam tijdens het EK. Vanwege het 60-jarige bestaan van het EK voetbal zal het EK in 2021 gespeeld worden verspreid door heel Europa in twaalf stadions, Amsterdam is een van de speelsteden.
De Jong gaf leiding aan het succesvolle bid voor de Futsal Euro 2022 in Amsterdam en Groningen. Ook was hij verantwoordelijk voor het bid van de UEFA Vrouwen Champions League finale in 2023 in Eindhoven. Op het 44ste UEFA-congres in Amsterdam werd dit bid toegewezen aan de KNVB.